# 9225 Daiki
A 9225 Daiki (ideiglenes jelöléssel 1996 AU) a Naprendszer kisbolygóövében található aszteroida. Kobajasi Takao fedezte fel 1996. január 10-én.